# El Chavo animado
El Chavo animado è una serie televisiva animata prodotta da Televisa e Ánima Estudios. La serie è andata in onda per sette stagioni, a partire dal 21 ottobre 2006 e terminando il 6 giugno 2014. Gli episodi della serie animata sono versioni animate della serie comica degli anni '70 e '80 Cecco della botte, basata sulle sceneggiature di Roberto Gómez Bolaños è stato prodotto. La serie ha ispirato la creazione di prodotti commerciali con le immagini dei personaggi, tra cui caramelle, giochi da tavolo e videogiochi. È andato in onda originariamente su Canal 5 in Messico dal 2007 al 2015 e successivamente è stato ripetuto su Las Estrellas e Cartoon Network America Latina.
Per l'atmosfera è stato utilizzato un modello computerizzato 3D, sebbene per le figure siano stati utilizzati disegni 2D utilizzando Adobe Flash. Tuttavia, questa serie non è stata il primo tentativo di animare Cecco della botte. Nei titoli di coda della serie originale venivano mostrate alcune sequenze animate con modelli in creta.

## Descrizione
Gli episodi della serie si basano sugli stessi concetti della serie originale, e anche i personaggi sono gli stessi, ad eccezione di Cirillina, che è apparsa nel pilot solo nel 2004. La ragione di ciò è che i diritti sul personaggio non erano più di Roberto Gómez Bolaños, ma della stessa attrice María Antonieta de las Nieves, i cui ruoli e le sue battute più famose sono interpretati da Poppi, Gnocco o Patty, e in rari casi di Sor Romeo, Chicco e Cecco. Ad oggi, molti fan chiedono che Cirillina e Signora Nevica vengano reintegrate nella serie.
Gli episodi contengono anche sequenze completamente nuove che esprimono l'immaginazione dei bambini. Queste sequenze spesso differivano dalla trama principale perché erano immerse in una nuvola di pensieri da fumetto e il personaggio era colorato imitando le linee di pastello.
Il formato dell'animazione ha permesso di mostrare bambini di statura adeguata. In precedenza, i personaggi bambini venivano interpretati da attori adulti, dando l'impressione che i personaggi si vestissero, parlassero e usassero giocattoli fossero più grandi della vita. Ha anche permesso di ritrarre insieme più di due personaggi che avrebbero potuto essere interpretati dalla stessa persona nella versione originale. Alcuni episodi presentano personaggi come Signor Baciccia e Gnocco, interpretati da un unico attore, Édgar Vivar, e Giuletta e Poppi, interpretati da Florinda Meza nella serie live-action.
La prima stagione comprende 26 episodi basati sulla serie originale. Gli episodi sono stati prodotti da Ánima Estudios a Città del Messico. Le storie originali sono state sviluppate nelle stagioni successive, comprese quelle che non avrebbero potuto essere realizzate nella serie originale. Esiste un solo episodio pilota del 2001, prodotto da Animex Producciones e doppiato da Candiani Dubbing Studios.

## Sfondo
Prima della creazione del personaggio Cirillina nel 2006, Animex aveva già prodotto un pilot per una possibile serie animata Cecco della botte. Tuttavia, questo è stato rifiutato a favore della produzione di Anima.
Il personaggio di Cirillina appare solo nel pilot della serie Animex. La ragione principale di ciò è che l'attrice originale María Antonieta de las Nieves possedeva i diritti d'autore sul suo ruolo, anche se in seguito confermò in diverse interviste che Chespirito, pseudonimo di Roberto Gómez Bolaños, aveva il diritto di utilizzare il suo personaggio in tutti i suoi progetti. (incluso Cecco della botte - Nuove Avventure) gratuito. Nella serie animata, invece, Signora Nevica appare in scene immaginarie (soprattutto quando Cecco parla di lei prima che Sor Romeo la schiaffeggi). Fa anche un cameo nell'episodio 71, El ataque de los insettos (episodio 19 della terza stagione, in un'immagine in cui indossa un vestito e occhiali rosa), andato in onda il 31 dicembre 2009.

## Recensioni
Secondo il comico Carlos Villagrán (che interpreta il personaggio di Chicco in Cecco della botte), la serie disumanizza i personaggi, come ha detto in un'intervista: "Ora Cecco lascia il quartiere e si reca persino su Saturno".
Anche Édgar Vivar (Signor Baciccia e Gnocco) ha affermato in un'intervista che la serie basata su Cecco della botte ha uno scopo "mercantilista" di attirare il pubblico dei bambini.

## Doppiaggio
| Personaggio               | Doppiatore originale                                                           |
| ------------------------- | ------------------------------------------------------------------------------ |
| Cecco                     | Jesús Guzmán                                                                   |
| Chicco                    | Sebastián Llapur                                                               |
| Gongolo                   | Jesús Guzmán                                                                   |
| Sor Romeo                 | Mario Castañeda                                                                |
| Gnocco                    | Mario Castañeda                                                                |
| Giuletta                  | Erica Edwards                                                                  |
| Poppi                     | Erica Edwards                                                                  |
| Signor Baciccia           | Victor Delgado (st. 1-5) Sebastián Llapur (st. 5-7)                            |
| Professor Cacciaballe     | Juan Carlos Tinoco (st. 1-2) Sebastián Llapur (ep.1.9) Moisés Suárez (st. 3-7) |
| La Strega dell'interno 71 | Erika Mireles                                                                  |
| Gavino, il postino        | Leonardo Garcia (st. 1-6) Héctor Miranda (st. 6-7)                             |
| Patty                     | Maggie Vera                                                                    |

## Spin-off e Merchandising
Televisa ha pubblicato 6 episodi di El Chavo animado in Messico nel 2007. In Brasile, gli stessi episodi sono stati pubblicati dalla Universal Video Entertainment nel 2008 con il titolo Chaves em desenho animado. Nel 2004 sono state lanciate in Messico le bambole di Chicco, Poppi, Sor Romeo, Giuletta e Professor Cacciaballe. Nel 2006, McDonald's e Bimbo Products hanno rilasciato altre sei bambole. Esiste un videogioco per Nintendo DS (che non è mai stato rilasciato sulla console) che è stato rilasciato in Messico con il nome Cecco della botte - Nuove Avventure: Il videogioco. In Messico è uscito un CD con la colonna sonora di Il Teatro di Cecco della botte - Nuove Avventure, con brani basati sulla serie originale e sulla serie TV Captain Hopper.
È stato anche rilasciato uno spettacolo basato sulla serie animata, con attori in costumi interi con maschere e una colonna sonora con versioni aggiornate delle canzoni utilizzate nello spettacolo dal vivo, che è stato in tournée in diverse città del Messico.
Nel marzo 2012 è stato lanciato un gioco su Facebook chiamato Il quartiere di Cecco in cui il giocatore progetta le proprie missioni come un ragazzino del vicinato e le condivide con gli altri personaggi del quartiere per approfondire l'amicizia con loro, e si unisce a loro anche in azioni come la pulizia. l'area, giocando nell'area o nella fantasia dei bambini. Il gioco è stato sviluppato da Playful Play Studios a Monterrey, in Messico.

### Videogiochi
Dalla fine degli anni 2000, diversi mini videogiochi Cecco della botte - Nuove Avventure sono stati rilasciati per dispositivi mobili in Messico.
L'11 marzo 2012 è stato rilasciato per Facebook il videogioco Il quartiere di Cecco. È stato ritirato il 5 agosto 2014.
Nel 2011 si ipotizzava che la società Slang Publishing stesse lavorando a un gioco per la console portatile Nintendo DS della stessa società Nintendo. È stato rivelato che il gioco ha raggiunto solo la fase beta, ma è stato scartato e successivamente trasferito su un'altra console della stessa azienda. Un anno dopo, il 24 aprile 2012, il videogioco basato sulla serie ha debuttato per Wii con lo stesso nome Cecco della botte come parte di un gioco globale per guadagnare punti (in altre parole, simile al classico Mario Party). Il gioco è stato sviluppato da Kaxan Media Group, Slang Publishing e Televisa Home Entertainment. Era disponibile solo in Messico e Brasile. Una versione mobile a pagamento per Android è stata rilasciata in tutta l'America Latina a metà del 2014.
Un altro gioco chiamato Cecco della botte Kart è stato pubblicato nel 2014 per più piattaforme come Xbox 360 e PlayStation 3, sviluppato da Efecto Studio, Slang Publishing e Televisa Home Entertainment. Come il gioco precedente, anche questo è basato sulla serie animata e il gameplay è vagamente basato sulla serie Mario Kart. Nell'aprile 2015 è stata lanciata una versione mobile dello stesso gioco in esclusiva per i dispositivi Samsung (sistema Android) per tutta l'America Latina. Sviluppato da Kokonut Studio e Slang Publishing, è disponibile in spagnolo, inglese e portoghese.
All'inizio del 2018 sono state ritirate le versioni mobile dei videogiochi.

## Premi
Cecco della botte - Nuove Avventure ha ricevuto il Premi Bravo 2007 per il Miglior film d'animazione. Nel 2011 ha vinto la categoria Miglior film d'animazione ai Kids' Choice Awards Messico e ai Kids' Choice Awards Argentina.